# Ntyazo
Ntyazo ist einer von 10 Sektoren im Distrikt Nyanza in der Südprovinz von Ruanda.

## Geographie
Ntyazo hat eine Fläche von 62,4 km² und liegt auf einer Höhe von etwa 1480 m. Der Sektor unterteilt sich in die vier Zellen Bugali, Cyotamakara, Kagunga und Katarara. Er hat eine in Ost-West-Richtung langgestreckte Form und reicht im Osten bis an den Fluss Akanyaru, der die Grenze zum Nachbarland Burundi bildet. Nachbarsektoren sind im Norden Kibirizi, im Osten Mamba, im Süden Gikonko, im Südwesten Rusatira, im Westen Kinazi und im Nordwesten Muyira.

## Bevölkerung
Nach der Volkszählung von 2022 betrug die Einwohnerzahl 33.826 Einwohner. Zehn Jahre zuvor waren es 26.740, was einem jährlichen Bevölkerungszuwachs von 2,4 Prozent zwischen 2012 und 2022 entspricht.

## Verkehr
Durch den Sektor verläuft etwa in Nord-Süd-Richtung die Nationalstraße 8. Von dieser geht eine District Road nach Westen ab. Beide Straßen sind Stand 2022 nicht asphaltiert.